# بوي دارك (ميزوري)
بوي دارك (بالإنجليزية: Bois D'Arc)‏ هي إحدى المجتمعات الفردية (غير مصنفة) في ولاية ميزوري في الولايات المتحدة الأمريكية.